# Körperkompositum
In der Mathematik ist das Kompositum zweier Körper ihr kleinster gemeinsamer Oberkörper.
Für die in diesem Artikel verwendeten Begriffe (wie „Körperadjunktion“, „Zwischenkörper“ und „Erweiterungsgrad“), siehe Körpererweiterung.
Sind {\displaystyle A} und {\displaystyle B} Unterkörper des Körpers {\displaystyle K}, dann definiert man das Körperkompositum {\displaystyle AB} als
{\displaystyle AB:=A(B).}
Dabei bezeichnet A(B) die Körperadjunktion der Menge {\displaystyle B} an den Körper {\displaystyle A}, sie besteht aus allen Brüchen von {\displaystyle A}-Linearkombinationen von Elementen aus {\displaystyle B}. Die Adjunktion ist in diesem Fall symmetrisch, d. h. {\displaystyle A(B)=B(A)}.
Sind {\displaystyle A} und {\displaystyle B} Zwischenkörper einer Körpererweiterung {\displaystyle L/K}, und sind beide endliche Erweiterungen von {\displaystyle K}, dann ist der Erweiterungsgrad des Kompositums höchstens gleich dem Produkt der beiden einzelnen Erweiterungsgrade und mindestens so groß wie ihr kleinstes gemeinsames Vielfaches (kgV):
{\displaystyle \operatorname {kgV} (\left[A:K\right],\left[B:K\right])\leq \left[AB:K\right]\leq \left[A:K\right]\cdot \left[B:K\right].}
Sind {\displaystyle A} und {\displaystyle B} linear disjunkt, dann ist {\displaystyle \left[AB:K\right]=\left[A:K\right]\cdot \left[B:K\right].} Dies ist z. B. der Fall, wenn die Erweiterungsgrade von {\displaystyle A} und {\displaystyle B} teilerfremd sind.
Man kann auch das Kompositum beliebig vieler Teilkörper eines gemeinsamen Oberkörpers betrachten, so ist z. B. der Körper der algebraischen Zahlen ein Oberkörper jeder endlichen Erweiterung von {\displaystyle \mathbb {Q} }, und ist gleich dem Kompositum aller endlicher Erweiterungen.